# Saint-Lambert-du-Lattay
Saint-Lambert-du-Lattay là một xã thuộc tỉnh Maine-et-Loire trong vùng Pays de la Loire phía tây nước Pháp. Xã này nằm ở khu vực có độ cao trung bình 66 mét trên mực nước biển.
Sông Layon chảy qua thị trấn.